# Sellustra
Il Sellustra è un torrente dell'Appennino imolese che nasce dal Monte la Pieve (parte del complesso montuoso del Poggio del Falchetto, nel comune di Fontanelice), ai limiti occidentali della Vena del Gesso Romagnola e si getta, praticamente insieme al rio Sabbioso, nel torrente Sillaro presso Castel Guelfo.
Gran parte della vallata che percorre è compresa nel comune di Casalfiumanese ed è marcata dai calanchi di argille scagliose (nella parte alta) e plio-pleistoceniche (nella parte medio-bassa). Questo ha fatto sì che il fondovalle, martoriato dalle frane prima delle "bonifiche montane" degli anni trenta del Novecento, sia privo di insediamenti urbani, che si ritrovano invece sulla vetta delle dorsali, più stabili: Dozza alla sinistra  e Pieve di S. Andrea a destra.
Il territorio, un tempo molto povero, ha visto nel dopoguerra un ampio sviluppo dell'agricoltura moderna (vite e seminativi) nella parte bassa delle colline e della pastorizia alle quote più elevate. Il sentiero «Luca Ghini», dedicato al botanico che nacque in questa vallata, tocca alcuni degli angoli più suggestivi del territorio.